# Аханщиков, Иринарх Владимирович
Ирина́рх Влади́мирович Аха́нщиков (25 января 1884, Акрамово, Козьмодемьянский уезд, Казанская губерния, Российская империя — 6 сентября 1956, Козьмодемьянск, Марийская АССР, РСФСР, СССР) — русский советский педагог. Заведующий, педагог начальной школы № 2 г. Козьмодемьянска (ныне Марий Эл) (1918—1937, 1941—1952). Заслуженный учитель школы РСФСР (1951). Кавалер ордена Ленина (1949).

## Биография
Родился 25 января 1884 года в дер. Акрамово ныне Моргаушского района Чувашии в семье безземельного крестьянина. 
В 1895 году окончил Акрамовскую четырехлетнюю земскую школу Козьмодемьянского уезда Казанской губернии и продолжил учение в Чебоксарском высшем начальном училище. После его окончания поработал писцом и подготовился к сдаче экстерном экзамена на звание учителя начальных школ. Выдержав экзамен в 1902 году, стал работать учителем во Второ-Васькинском земском училище.
После смерти отца в 1904 году перебрался в село Акрамово и проработал там 13 лет учителем — заведующим земского училища. В это время проводил культурную работу среди местного населения.
С 1905 года занимался антиправительственной пропагандой, в 1917 году под угрозой расправы со стороны зажиточных крестьян переехал в Козьмодемьянск. С 1918 года — заведующий начальной школой, которая в 1932 году получила статус образцовой — лучшей в Марийской автономной области, где проработал вместе со своей женой Прасковьей Михайловной. В 1935 году в числе 40 лучших учителей РСФСР привлечён к сотрудничеству с Центральной педагогической лабораторией при Наркомате просвещения РСФСР. В 1936 году стал лауреатом конкурса РСФСР на лучшую постановку преподавания русского языка.
В 1932—1937 годах — председатель культурной секции Козьмодемьянского городского совета. Состоял членом Козьмодемьянского городского Совета, пять раз избирался делегатом Съезда Советов, избирался на областные и городские профессиональные и учительские съезды и конференции. Организовал и редактировал общегородскую мопровскую стенгазету «За Революцию», являлся членом Районного штаба по проведению политехнизации в школах.
19 декабря 1937 года арестован по обвинению в контрреволюционной деятельности: приговорён на 3 года 11 месяцев заключения, заключение отбывал в Каргопольских лагерях. В январе 1941 года освобождён досрочно.
По возвращении домой — учитель Козьмодемьянской начальной школы № 2 Марийской АССР, где преподавал до 1952 года.
В 1951 году ему было присвоено почётное звание «Заслуженный учитель школы РСФСР». Награждён орденом Ленина, медалями и почётными грамотами  Марийского облисполкома и Президиума Верховного Совета Марийской АССР.
Скончался 6 сентября 1956 года в Козьмодемьянске, похоронен там же на городском кладбище. 

## Признание заслуг
- Заслуженный учитель школы РСФСР (1951)[1][2]
- Орден Ленина (1949)[1][2]
- Почётная грамота Марийского облисполкома (1934)[1][2]
- Почётная грамота Президиума Верховного Совета Марийской АССР (1952)[1][2]